# Seznam mest v Kamerunu
Seznam mest v Kamerunu

## Poimenski seznam
- Abong-Mbang
- Ambam
- Bafia
- Bafoussam
- Bafut
- Bali
- Bamenda
- Bandjoun
- Banyo
- Bélabo
- Bertoua
- Buea
- Campo
- Dimako
- Djoum
- Douala
- Dschang
- Ebolowa
- Edéa
- Foumban
- Garoua
- Goura
- Kaélé
- Kousséri
- Kribi
- Kumba
- Kumbo
- Limbé
- Lomié
- Loum
- Mamfe
- Maroua
- Mbandjock
- Mbouda
- Meiganga
- Mokolo
- Ngaoundéré
- Nkongsamba
- Obala
- Saa
- Sangmélima
- Tiko
- Wum
- Yaoundé - prestolnica
- Yokadouma

## 10 največjih mest
1. Douala - 1.310.400
2. Yaoundé - 1.187.100
3. Garoua - 411.100
4. Kousséri - 333.300
5. Bamenda - 327.000
6. Maroua - 299.600
7. Ngaoundéré - 185.700
8. Bafoussam - 180.200
9. Bertoua - 152.800
10. Loum - 137.100